# 알브레히트 뒤러
알브레히트 뒤러(독일어: Albrecht Dürer, 1471년 5월 21일 - 1528년 4월 6일)는 독일의 화가, 판화가, 조각가다. 르네상스의 대표적 화가이며, 특히 목판화, 동판화 및 수채화에서 독창적 재질을 보였다.

## 삶과 창작 활동

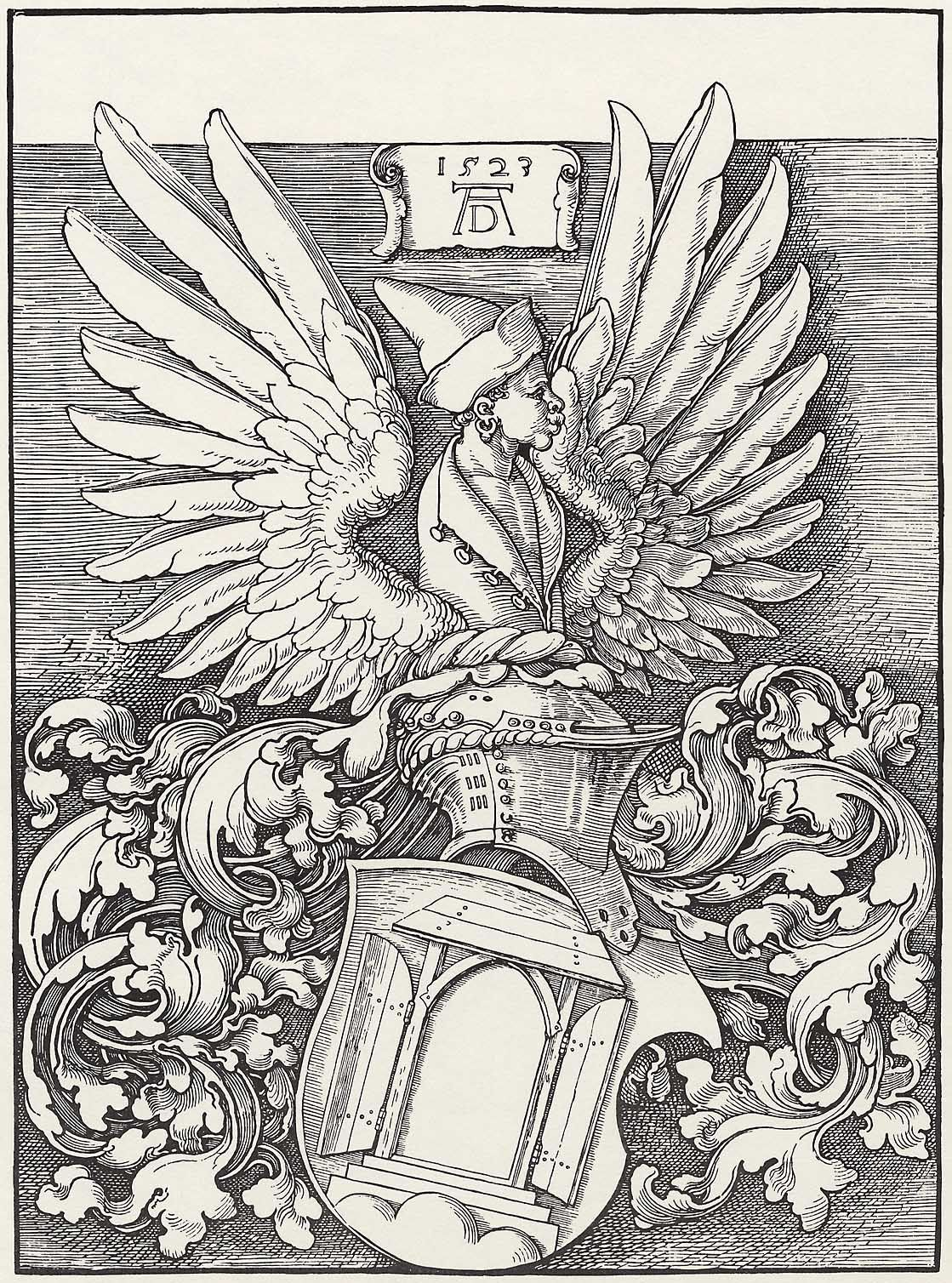
자신의 상의를 입은 모습을 새긴 뒤러의 목판화

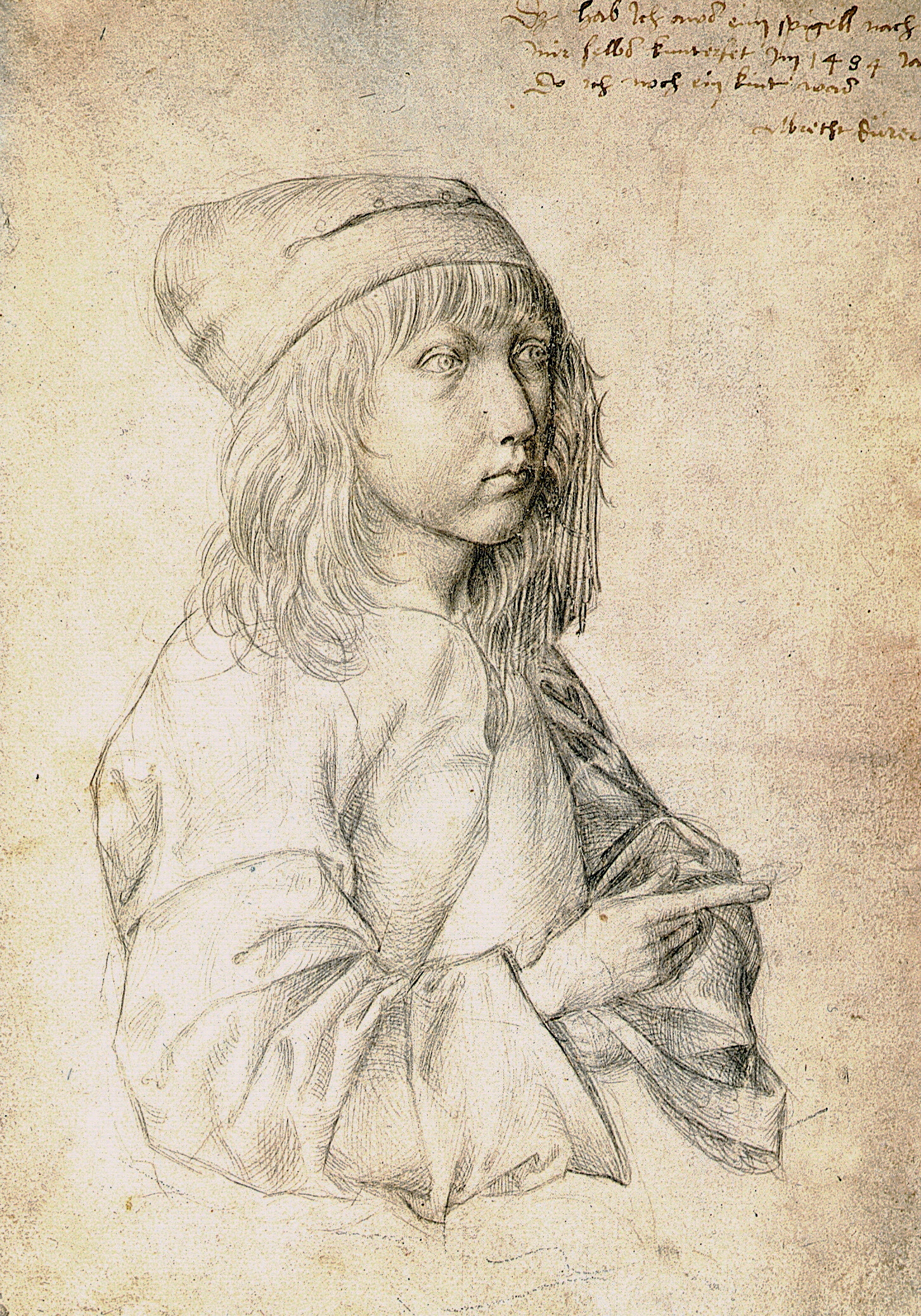
자화상 동판화 13세 때 뒤러가 그린 것이다, 1484.

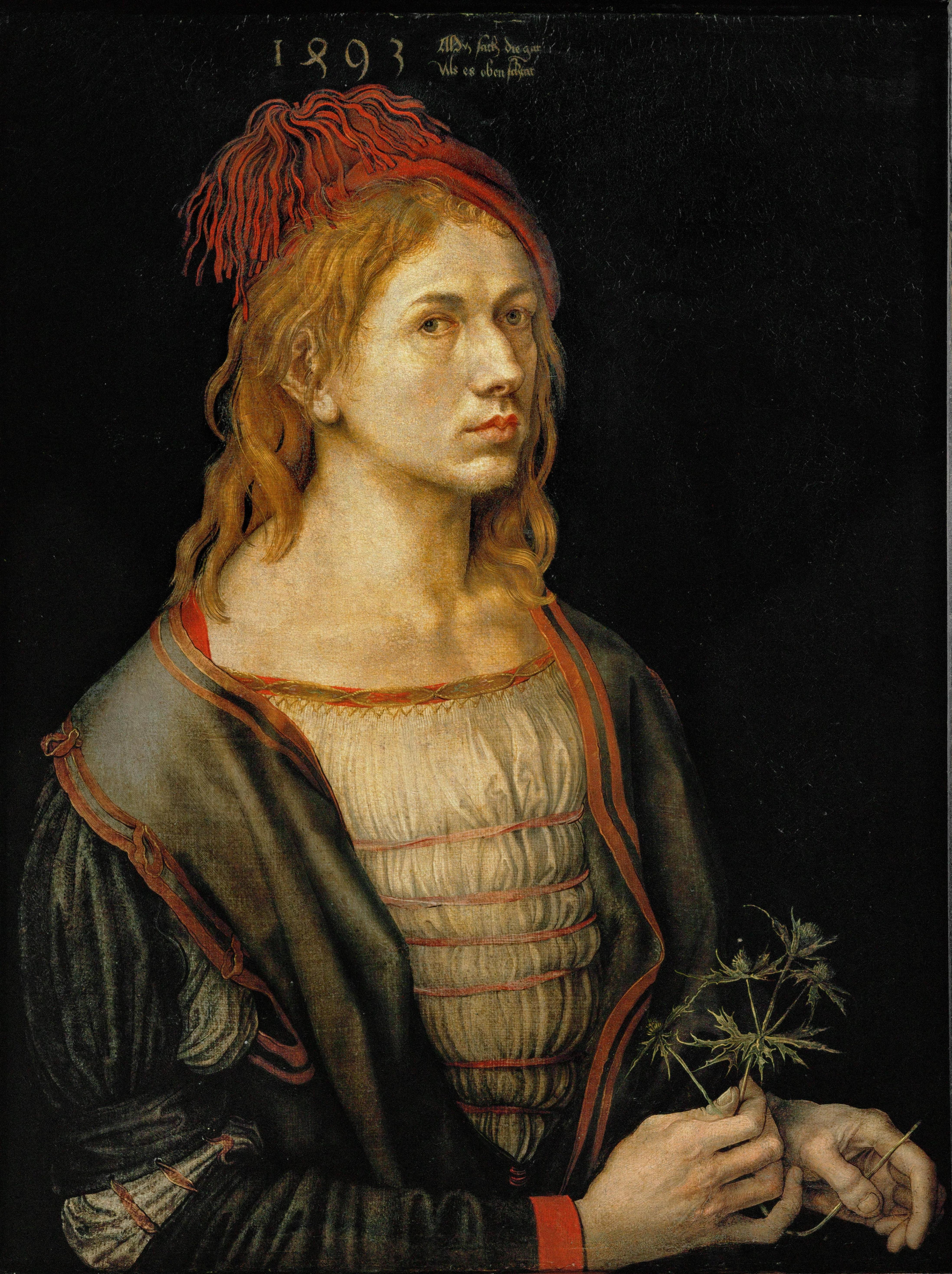
알브레히트 뒤러의 자화상 (1493) 유화, 파리의 루브르 박물관

뉘른베르크에서 금세공의 아들로 태어나, 처음에는 부친 아래서 금세공을 배웠으나 화가가 되기 위해 미하엘 볼게무트(Michael Wolgemut)의 문하생이 되었다. 1490년 부활절부터 1494년 오순절까지 알브레히트 뒤러는 오버라인 각지를 편력했다. 살아생전 했던 세 번의 장기 여행 가운데 첫 번째였던 이 여행의 여정은 알려지지 않았다. 아마도 그는 처음에는 네덜란드나 중부 라인 지역에 머물렀다가, 1492년에 엘사스 지역에 머물렀던 것으로 추측된다. 그는 자신에게 커다란 인상을 준 작품을 만든 마르틴 숀가우어를 만나기 위해서 콜마르를 찾아갔지만, 숀가우어가 이미 1419년 2월 2일에 죽었기 때문에 그의 뜻을 이루지 못했다. 나중에 뒤러는 바젤에서 활동했는데, 그곳에서 세바스티안 브란트의 책〈바보배〉(Narrenschiff, 1494년 초판 인쇄)에 실린 유명한 목판화를 제작했다. 여행에서 뉘른베르크로 돌아온 그는 1494년 아그네스 프라이(Agnes Frey)와 결혼하였다. 그녀는 오래되고 명망이 있는 뉘른베르크 가문의 출신이었지만, 둘 사이에 자식은 없었다. 그와 그의 두 형제 모두 자식을 얻지 못했기 때문에, 뒤러 가문은 대가 끊기고 사라졌다.
결혼하고서 약 3개월이 지난 1494년 10월 초순에 그는 신혼인 아내를 혼자 남겨 두고 베네치아로 여행, 이듬해인 1495년에 귀국하였다. 이 제1차 이탈리아 여행에서 당시 이탈리아 르네상스의 미술을 가까이 한 게 뒤러 자신에게서나, 또 후의 독일 회화 전체를 위해서도 커다란 의의 있는 일이었다. 그때 구체적인 성과는 그가 여행 도중 틈틈이 그린 몇 점의 수채화에 있었다. 여기에는 새로운 자연을 접할 때 느끼는 화가의 신선한 감동이 싱싱한 서정성과 날카로운 자연 관조를 바탕으로 하여 훌륭하게 표현했으며, 이른바 도나우 파의 작품과 더불어 그 후 유럽 풍경화의 발전에 크게 이바지했다.

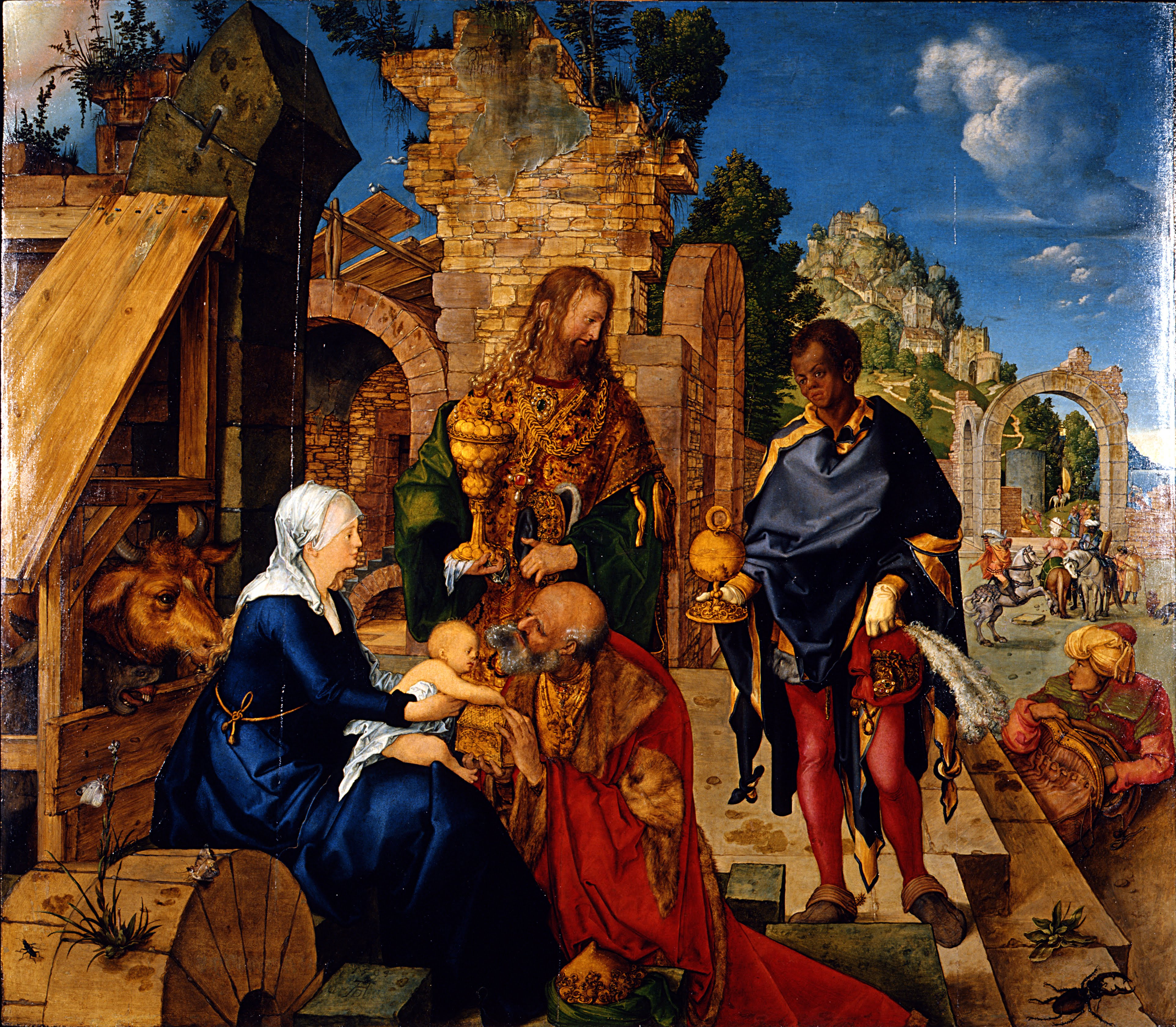
동방박사의 경배(Anbetung der Könige) (1504년)

알브레히트 뒤러는 1497년부터 독립을 했고, 1503년부터는 한스 쇼이펠라인(Hans Schäufelein), 한스 폰 쿨름바흐(Hans von Kulmbach), 한스 발둥 그리엔(Hans Baldung Grien)과 함께 작업장을 운영했다. 그는 뉘른베르크 알트슈타드에 있던 그의 작업장에서 아주 열심히 일했다. 이 시기 주로 초상화와 몇 점의 자화상을 만들었다. 〈아버지의 초상화〉(1498년 런던 내셔널 갤러리 소장), 〈자화상〉(1498년 마드리드 프라도 미술관 소장), 린다우의 상인〈오스볼트의 초상화〉(1499년 바이어른 국립 회화 수집소 소장), 〈자화상〉(1500년 뮌헨 미술관 소장) 등 이 시기 그린 그림들이었다. 당시 이미 작가로서 뒤러의 명성은 꽤 높았으나, 그의 명성을 결정적으로 만든 게 오히려 판화였다. 특히 1498년 간행한 목판 연작 <요한 묵시록>(1498년)은 뒤러의 삶 뿐만 아니라 유럽 목판화 역사에서도 기념비적 작품이 되었다. 이 작품을 이루는 16점 작품은 한 점씩마다 고도의 기술적 완성과 탁월한 화면 구성을 보여 주는데, 그 가운데서도 <네 사람의 기사>는 특히 널리 알려져 있다.
인문주의와 뒤러가 맺고 있는 관계는 콘라트 첼티의 책 〈지형학으로서의 사랑 quatuor libri amorum〉(1502년)을 위해서 뒤러가 제작한 삽화에 잘 드러나 있다. 첼티는 뒤러를 제2의 아펠레스라고 칭찬했다.

### 이탈리아 여행과 그 이후 활동

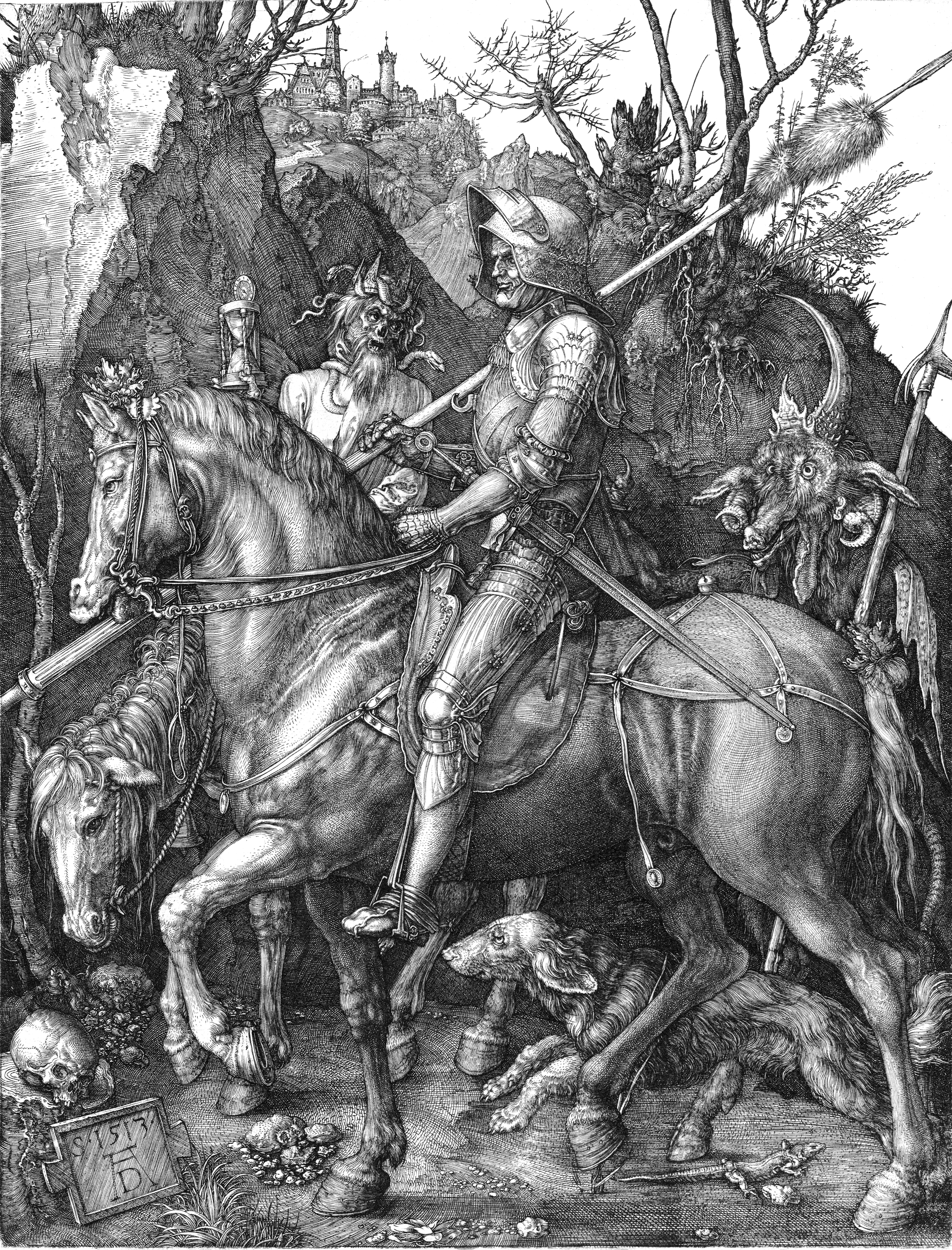
기사, 죽음 그리고 악마(Ritter, Tod und Teufel) (1513년)

1505년 뒤러는 베네치아를 향해 두 번째 여행을 떠났다. 당시 베네치아에는 티치아노, 조르조네, 팔마 일 베키오가 활동을 하고 있었다. 하지만 다른 누구보다도 조반니 벨리니가 그에게 강한 인상을 주었다. 한 편지에서 뒤러는 벨리니를 "회화에서 가장 뛰어난 사람"이라고 언급을 하기도 했다. 진지한 학구열, 근면함, 통찰력을 통해서 뒤러는 고향 도시 뉘른베르크에서도 정확한 소묘의 가치를 평가하는 법과 진실된 자연관을 배우기는 했지만, 이탈리아 여행을 통해서 그는 전혀 예감하지 못했던 색채가 지닌 힘을 발견하게 되었고, 이런 발견은 그의 작품에 지속적으로 영향을 끼쳤다. 베네치아에 거주하는 독일의 상인들은 바르톨로메우스 교회를 위해서 커다란 크기의 그림 〈묵주〉를 주문했다. 후에 신성로마 제국 황제 루돌프 2세가 엄청난 금액을 지불하고 그 그림을 구입해서 프라하로 옮기도록 해서, 지금은 프라하의 국립 미술관에 보관되어 있다. 그 그림에는 두 명의 천사가 마리아에게 관을 씌워주는 모습이 묘사되어 있었다. 마리아가 황제에게, 아기 예수가 교황에게, 성 도미니크와 여러 천사들이 주변에 서 있는 사람들에게 묵주를 건네주는 모습이 그려져 있다. 이 그림에서 베네치아에서 받은 영향이 뚜렷하게 드러나 있다. 뒤러는 베네치아에서 상당한 인정을 받았고, 베네치아 시 위원회가 만약 그가 영구히 베네치아에 거주한다면 200두카트의 연금을 지급하겠다는 제의를 했지만, 그는 1506년 늦가을 고향 도시로 되돌아오는 여행길에 올랐다.

### 1506-1514년
1509년부터 뒤러는 뉘른베르크 시위원회에 의해서 임명된 미술가가 되었다. 사람들은 도시의 예술 계획을 입안하는데 뒤러가 상당부분 관여를 했다고 가정을 한다. 이 시기 동안 작은 크기의 동판화와 목판화 이외에 중요한 목판화 연작을 간행했다.
- 작은 크기의 수난 연작(1509/1510년)
- 커다란 크기의 수난 연작(1510년)
- 마리아의 삶(1510/1511년)
- 성 삼위일체(1511년)
- 성 그레고르의 미사
- 성 그리스토프
- 안나와 함께 있는 성가족
- 묵주를 들고 있는 요아힘 등을 언급할 수 있다.

그 당시 뒤러는 드라이포인트 기법을 이용해서 판화를 제작하려는 시도를 했다. 그렇게 해서 〈성녀 베로니카〉(1510년), 〈고통을 겪는 구세주〉(1512년), 〈참회하는 성 히에로니무스〉(1512년)가 제작되었다. 이 시기부터 뒤러의 작품에서는 목판화가 압도적으로 우세하게 되었고, 뒤러가 그린 회화는 점점 드물게 보게 되었다. 1512년 아기 예수를 안고 있는 성모 마리아의 모습을 그린 유화가 있다. 작은 크기의 동판화 연작의 상당 부분이 이 해에 제작되었다. 그리고 뒤러는 막시밀리안 황제로부터 자신의 목판화와 동판화를 복제하는 것을 금지할 수 있는 특별한 권리를 얻었다.
뒤러는 여러 번 황제 막시밀리안 1세의 주문을 받아서 일을 했다. 늦어도 1510/1511년 이후부터는 관계가 이루어졌다. 뒤러의 친구인 빌리발트 피리크하이머(Willibald Pirckheimer)가 그 관계를 중재했다. 모든 작품은 간접적으로나마 황제의 결혼과 명성을 위한 것이었다.
또한 이 시기에 그의 유명한 동판화 〈기사, 죽음과 악마〉,〈서재의 성 히에로니무스〉,〈멜랑콜리아I〉이 제작되었다. 또한 〈파움가르트너 제단화〉도 이 시기에 제작된 작품이다. 그리고 어머니가 돌아가시기 2달 전에 뒤러는 목판화로 어머니의 초상화를 제작했는데, 이 그림은 서양 미술사에서 죽을 정도로 병약해진 인간을 그린 최초의 초상화였다.

### 1518-1520년
이 시기에 뒤러는 집중적으로 비례학과 같은 이론적 작업에 몰두했다. 그는 1518년 뉘른베르크 시의 대표자로서 아우크스부르크에서 열렸던 제국회의에 참석했으며, 그곳에서 유명 인사들의 모습을 작품으로 남겼다.

### 네덜란드로의 여행(1520-1521년)
1520년 6월 12일부터 뒤러는 아내와 함께 밤베르크, 프랑크푸르트 암 마인, 쾰른을 거쳐서 안트베르펜과 네덜란드의 다른 도시들로 여행을 갔다. 네덜란드로의 여행은 진짜 개선행진과도 같았다. 도처에서 뒤러는 열렬하게 환영을 받았다. 안트페르펜의 시행정당국은 정착을 하도록 뒤러의 마음을 움직이기 위해서 300굴덴의 연금, 아름다운 저택, 무료 숙식과 공공 작업에 대한 보수를 지불하겠다는 제안을 내놓았지만, 시행정당국의 제안은 허사였다. 영주들, 각국의 대사들, 학자들 그리고 예술가들이 그를 열렬하게 찬양했고, 그를 자신들의 모임의 회원으로 받아들였다. 새로 신성로마제국의 황제로 선출된 카를 5세도 이전의 특권들을 다시 확인해주었다. 특권을 재확인받으려는 것이 이번 여행의 진짜 목적이었다. 네덜란드의 보물같은 예술품을 보고, 그곳의 예술가들과 교류를 할 수 있었던 것이 그에게는 상당히 중요했다. 수 많은 영주, 고위 성직자, 예술가들의 그림도 이번 여행의 결과물이었다. 1521년 7월 2일 그는 뉘른베르크로 돌아가는 여행길에 올랐다. 고향 도시로 돌아온 이후에 뒤러는 다시금 미술작품을 제작하는 데 몰두했다. 1520/1521년에 그는 뉘른베르크 시청사의 장식을 책임졌다. 그 장식은 오늘날에서 사라지고 없지만, 1530년에 제작된 모조품이 빈 알베르티나 미술관에 보관되어 전해지고 있다. 뮌헨의 알테 피나코텍 미술관에 소장되어 있는 뒤러의 가장 중요한 작품에 속하는 두 점의 거대한 목판화가 1526년에 제작되었다. 이 목판화는 바오로, 베드로, 마르코 복음 저자, 요한 복음 저자의 실물 크기의 인물상이었으며, 동시에 4가지 체액을 믿는 이론을 형상화한 작품이었다. 뒤러는 원래 이 목판화를 뉘른베르크 시에 선사했고, 시청사에 세워져 전시되었다. 뒤러가 그린 그림 중에서 가장 훌륭한 그림으로 간주되는 뉘른베르크의 상인〈히에로니무스 홀츠슈우어〉라는 유화가 1526년에 그려졌다. 같은 해에 〈요한 클레베르거〉의 그림이 제작되었는데, 그림이 뒤러가 그린 마지막 그림이었던 것으로 추정된다.
네덜란드 여행 이후로 말라리아로 고통을 받고 있던 뒤러는 1528년 4월 6일 갑작스럽게 죽음을 맞이했다.

## 업적
그는 르네상스 최성기에 이탈리아에 유학하여 그 영향을 받았으나, 뒤에 독자적인 화풍을 창조하고, 북유럽적·독일적인 미의 전통을 쌓은 화가이다. 이론적 연구에도 뛰어나 <인체 비례론> 및 <원근법에 관한 고찰> 등의 저서도 내고, 또 이상미(理想美)에 관하여도 논하였다. 수채화의 새로운 분야를 개척하였으며, 인문주의와 종교 개혁에도 밀접한 관계를 가졌다. 주로 종교화·초상화·풍경화 등을 제재로 하였으며, 동판·목판 등 판화에도 뛰어난 작품을 남겼다. 작품으로 <아담과 이브> <동방 세 박사의 예배> <자화상> <요한 묵시록> 등이 있다.

## 참고
1. ↑  《글로벌 세계대백과사전》